# إميل رحمة
إميل رحمة سياسي ونائب سابق في البرلمان اللبناني.

## نشاته ودراسته
ولد اميل جورج رحمة في 1 مارس، 1952 في دير الاحمر. تلقى دروسه الأولى في زحلة، وتابع دراسة الحقوق في الجامعة اللبنانية حاصلا منها عام 1975 على إجازة في القانون.

## في المحاماة
منذ تخرّجه، مارس إميل رحمة عمله كمحامٍ، وفي عام 1986 تولى منصب رئيس الدائرة القانونية في حزب القوات اللبنانية. وفي عام 1992 دافع عن قائد القوات اللبنانية، سمير جعجع وفؤاد مالك عندما تمت ملاحقتهما من قبل السلطة اللبنانية.

## في السياسة
أواخر الثمانينات أسّس ورئس حزب التضامن اللبناني وما زال على رأس الحزب.
بعد محاولة فاشلة عام 2000 لدخول البرلمان اللبناني، انتخب عضوا في البرلمان عن المقعد الماروني بدعم من حزب الله في منطقة الهرمل بعلبك مع 109060 صوتا على في يونيو 2009، وانضمّ لكتلة سليمان فرنجية في مجلس النواب. يشغل حالياً منصب عضو كتلة لبنان الحر الموحد.